# Lampropsar
Lampropsar là một chi chim trong họ Icteridae.